# IC 434
IC 434 je emisní mlhovina v souhvězdí Orionu, přes kterou se překrývá mlhovina Koňská hlava. Objevili ji Paul a Prosper Henryovi 28. února 1887.
Mlhovina se táhne jižním směrem od hvězdy Alnitak (ζ Ori) a má na délku asi 1°. Na šířku má asi 20′ a na jižním konci se zužuje do špičky. Její východní okraj je ostře ohraničený a naopak západní okraj se rozplývá do ztracena. V polovině východního okraje do mlhoviny zdánlivě zasahuje temná mlhovina, která je podle svého tvaru pojmenovaná Koňská hlava (Barnard 33).
Obrys této mlhoviny je vidět díky tomu, že na jejím pozadí svítí právě IC 434.
Obě tyto mlhoviny jsou součástí obrovského molekulárního mračna v Orionu a od Země jsou vzdálené 1 000 až 1 500 světelných let.